# Дзержинский (Воронежская область)
Дзержинский — поселок в Эртильском районе Воронежской области России. 
Входит в состав Первоэртильского сельского поселения.

## География
В посёлке имеются две улицы — Свердлова  и Школьная.

## Население
| 2000 | 2010 |
| ---- | ---- |
| 222  | ↘170 |

## Инфраструктура
В посёлке работала начальная общеобразовательная школа, закрытая в 2008 году и присоединённая к Буравцовской средней образовательной школе.